# Delias apoensis
Delias apoensis is een vlindersoort uit de familie van de Pieridae (witjes), onderfamilie Pierinae.
Delias apoensis werd in 1928 beschreven door Talbot.